# نیکولای آندریانف
نیکولای اوست یفیموویچ آندریانف (به روسی: Никола́й Ефи́мович Андриа́нов) (زادهٔ ۱۴ اکتبر ۱۹۵۲ در ولادیمیر، اتحاد جماهیر شوروی - مرگ ۲۱ مارس ۲۰۱۱ در ولادیمیر، کنفدراسیون روسیه) ژیمناست روسی تبار شوروی سابق بود.
آندریانف بین سال‌های ۱۹۷۲ تا ۱۹۸۰ موفق به کسب ۱۵ مدال (۷ طلا، ۵ نقره و ۳ برنز) در المپیک‌های تابستانی مونیخ (۱۹۷۲)، مونترال (۱۹۷۶) و مسکو (۱۹۸۰) شده بود. او همچنین ۱۲ مدال را نیز در مسابقات جهانی ژیمناستیک کسب کرده بود.
آندریانف در سن ۵۸ سالگی درگذشت
نام آندریانف در سال ۲۰۰۱ وارد تالار بین‌المللی مشاهیر ژیمناستیک شد.